# Gunslinger (film)
Gunslinger is een Amerikaanse western uit 1956, geregisseerd door Roger Corman. De hoofdrollen werden vertolkt door John Ireland, Beverly Garland en Allison Hayes.

## Verhaal
Wanneer de sheriff van een klein stadje in het Wilde Westen wordt vermoord door vogelvrijverklaarden, neemt zijn vrouw Rose Hood zijn rol over en ruimt de stad eens goed op. Ze krijgt echter ruzie met Erica Page, de eigenaresse van de saloon die goedkoop land koopt in de hoop dat er ooit een spoorlijn door de stad zal worden gelegd en haar grond zo veel waard zal worden. Ze huurt de crimineel Miro in om Hood te vermoorden. Probleem is alleen dat Miro verliefd is op Hood.

## Rolverdeling
| Acteur            | Personage          |
| ----------------- | ------------------ |
| Beverly Garland   | Marshal Rose Hood  |
| John Ireland      | Cane Miro          |
| Allison Hayes     | Erica Page         |
| Jonathan Haze     | Jake Hayes         |
| Martin Kingsley   | Mayor Gideon Polk  |
| Margaret Campbell | Felicity Polk      |
| Chris Alcaide     | Deputy Joshua Tate |
| Chris Miller      | Tessie, a dancer   |
| Bruno VeSota      | Zebelon Tabb       |

## Achtergrond
Gunslinger werd bespot in een aflevering van de serie Mystery Science Theater 3000. Hierin werd vooral de spot gedreven met de continuïteitsproblemen in de film (zoals het verschijnsel dat personages een gebouw binnengaan, maar een compleet ander gebouw weer verlaten).